# ペトロ・シェレスト
ペトロ・シェレスト（ウクライナ語: Петро́ Юхи́мович Ше́лест、ロシア語では、ピョートル・シェレスト Пётр Ефи́мович Ше́лест、1908年2月14日 - 1996年1月22日）は、ソビエト連邦の政治家。ウクライナ人。ウクライナ共産党第一書記。

## 来歴・人物
1963年ニコライ・ポドゴルヌイの後任として、ウクライナ共産党第一書記に就任するとともに、政治局員候補となった。翌1964年11月政治局正局員。
ウクライナ第一書記としては、部分的ではあったが、ウクライナ内部のウクライナ民族主義が「ウクライナ化」を求める声に対して支持を与えた。民族問題に対しては穏健な立場をとるが、失脚後、出版を許可した文書のタイトルにロシア語にはない呼格を採用しウクライナとロシアの差異を強調したとして、「民族主義的偏向」を犯したとして批判された。
対外的にはタカ派の立場をとり、ウクライナと国境を接していたチェコスロバキアで、1968年の春から「プラハの春」による自由化、民主化が波及することを恐れ、ソ連指導部では、武力介入を主張した。また、ブレジネフが政権当初に繰り広げた緊張緩和（デタント）にも批判的な対外強硬派であった。
1972年5月のリチャード・ニクソン米大統領の訪ソに対して、北ベトナム沿岸に対する機雷封鎖を理由に招請中止を主張したとされ、こうしたことがブレジネフ主流派の忌避に触れ、5月21日ウクライナ党第一書記を解任され、失脚した。
解任後、ソ連副首相となるが、1973年4月、党中央委員会総会でゲンナジー・ヴォロノフとともに政治局員を解任された。